# Raja Nicola
Raja Nicola Eissa Abdel-Masih  ( en árabe: رجاء نيقولا عيسى عبد المسيح‎    ) (Masalma, Omdurman) es una jurista sudanesa miembro de la comunidad cristiana copta. Desde el 21 de agosto de 2019 forma parte del Consejo Soberano de Sudán, jefatura del estado de transición colectiva del país que está al frente de la transición tras la destitución del dictador al Bashir. Fue elegida para este puesto como una de los seis miembros civiles que ocupan escaños en el consejo de 11 miembros. Su nombre fue el único acordado a través de un consenso entre la Alianza de las Fuerzas de Libertad y Cambio (FFC) y el Consejo Militar de Transición (TMC), como estaba previsto en los términos del Proyecto de Declaración Constitucional de agosto de 2019.  Como tal, ella es, junto con la miembro del consejo Aisha Musa el-Said, una de las dos primeras mujeres en la historia moderna de Sudán en asumir la jefatura del estado y también es la primera cristiana (como miembro de la minoría copta ) en ocupar un cargo político de tal nivel en el país.

## Biografía
Raja Nicola nació en Masalma cerca de Omdurman en Sudán en la década de 1950. Se graduó en 1980 con una Licenciatura en Derecho de la Universidad de El Cairo. Trabajó en el Ministerio de Justicia de Sudán en Jartum desde 1982. Desde 2005 es jueza.  Ha participado en conferencias internacionales, programas de capacitación y talleres sobre derechos humanos y sobre la mejora del acceso de las mujeres a la justicia.
Representó al Ministerio de Justicia en la Comisión Especial para la Protección de los derechos de los no musulmanes en Jartum, que se creó en 2007 y fue portavoz para defender los derechos de los coptos en Sudán.

### Derechos de las minorías
En septiembre de 2012, Nicola denunció que los derechos religiosos de los cristianos en Sudán afirmados en virtud de la Constitución Nacional Provisional de 2005 no se implementaron por completo, ya que algunos empleadores no otorgan a los cristianos su derecho legal de oración de dos horas y las escuelas no permiten que los niños cristianos estén ausentes el domingo para asistencia a servicios religiosos.  
Nicolas también declaró en septiembre de 2012 que la Comisión Especial para la Protección de los Derechos de los No Musulmanes en Jartum, que se había creado en 2007, había participado activamente en la defensa de los organismos encargados de hacer cumplir la ley en nombre de los no musulmanes arrestados por presuntamente violar a Shari ' una ley, y al publicar informes y recomendaciones regulares al gobierno en relación con los derechos de los no musulmanes. Denunció que la Comisión había sido cerrada en 2011, en contra de los deseos de la comunidad cristiana, después de la secesión de Sudán del Sur .

## Consejo Soberano
El borrador de la Declaración Constitucional de agosto de 2019 que define los órganos y procedimientos estatales para la transición sudanesa a la democracia en 2019 crea un Consejo Soberano como jefe de Estado colectivo de Sudán.  La firma del Acuerdo Político de julio y el Proyecto de Declaración Constitucional por la alianza Fuerzas de Libertad y Cambio (FFC) y el Consejo Militar de Transición (TMC) siguió a medio año de desobediencia civil sostenida y la masacre del 3 de junio en Jartum . El FFC y otros grupos civiles habían insistido en un gobierno completamente civil. El Proyecto de Declaración Constitucional se comprometió al crear un Consejo de Soberanía con cinco civiles elegidos por el FFC, cinco militares elegidos por el TMC y un sexto civil para dar al Consejo de Soberanía una mayoría formal de civiles. El sexto civil tuvo que ser acordado mutuamente por el FFC y el TMC.  
A finales de agosto, Raja Nicola fue nominado por el FFC y el TMC como su sexto miembro civil del Consejo Soberano acordado mutuamente.  La elección de Nicola, como miembro de la comunidad copta sudanesa, fue vista como un símbolo de respeto por la diversidad, en particular para los cristianos sudaneses.
Poco después de ser juramentada como miembro del Consejo de Soberanía, describió su visión de la tarea del consejo, declarando: Solo pedimos al pueblo sudanés que sea paciente, ya que todos podemos saber que la destrucción que ocurrió durante los últimos 30 años es enorme y no se puede abordar en solo tres años. Pero duplicaremos nuestros esfuerzos y trabajaremos juntos en el consejo para satisfacer todas las demandas de la revolución.